# Klasztor Świętego Jerzego
Klasztor Świętego Jerzego, (także: klasztor św. Jerzego Koziby) – monaster wzniesiony w latach 420–430 na urwisku Wadi al-Kilt przez pięciu eremitów jako oratorium, a około 480 przekształcony w klasztor. W VI wieku kierował nim św. Jerzy Koziba. Monaster został zniszczony podczas najazdu perskiego w 614. Odbudowany przez cesarza Manuela I Komnena. Późniejsza historia nie jest znana. Relacje z XV wieku wspominają jedynie o opustoszałych ruinach monasteru.
Odbudowa porzuconego klasztoru miała miejsce w latach 1878–1901. W klasztornej cerkwi świętych Jana i Jerzego zachowała się mozaikowa posadzka datowana na VI wiek. W świątyni przechowywany jest relikwiarz zawierający czaszki czternastu mnichów, którzy zostali zabici przez Persów w 614. W niszy znajduje się grób św. Jerzego Koziby. Narteks łączy tę cerkiew z główną świątynią monastyru – pod wezwaniem Przenajświętszej Bogurodzicy.